# Diocesi di Mutare
La diocesi di Mutare (in latino Dioecesis Mutarensis) è una sede della Chiesa cattolica in Zimbabwe suffraganea dell'arcidiocesi di Harare. Nel 2023 contava 275.000 battezzati su 2.749.000 abitanti. È retta dal vescovo Paul Horan, O.Carm.

## Territorio
La diocesi comprende i distretti civili di Chimanimani, Chipinge, Makoni, Mutare, Mutasa e Nyanga nella Provincia del Manicaland in Zimbabwe.
Sede vescovile è la città di Mutare, dove si trova la cattedrale della Santissima Trinità.
Il territorio è suddiviso in 31 parrocchie.

## Storia
La prefettura apostolica di Umtali fu eretta il 2 febbraio 1953 con la bolla Apostolicas Praefecturas di papa Pio XII, ricavandone il territorio dai vicariati apostolici di Fort Victoria (oggi diocesi di Gweru) e di Salisbury (oggi arcidiocesi di Harare). La cura pastorale e l'evangelizzazione furono affidate ai Carmelitani irlandesi.
Il 15 febbraio 1957 la prefettura apostolica è stata elevata a diocesi con la bolla Quod Christus Iesus dello stesso papa Pio XII.
Il 25 giugno 1982 ha assunto il nome attuale.

## Cronotassi dei vescovi
Si omettono i periodi di sede vacante non superiori ai 2 anni o non storicamente accertati.
- Donal Raymond Lamont, O.Carm. † (6 febbraio 1953 - 5 novembre 1981 dimesso)
- Alexio Churu Muchabaiwa † (5 novembre 1981 - 28 maggio 2016 ritirato)
- Paul Horan, O.Carm., dal 28 maggio 2016

## Statistiche
La diocesi nel 2023 su una popolazione di 2.749.000 persone contava 275.000 battezzati, corrispondenti al 10,0% del totale.
| anno | popolazione | popolazione | popolazione | presbiteri | presbiteri | presbiteri | presbiteri                | diaconi | religiosi | religiosi | parrocchie |
| anno | battezzati  | totale      | %           | numero     | secolari   | regolari   | battezzati per presbitero | diaconi | uomini    | donne     | parrocchie |
| ---- | ----------- | ----------- | ----------- | ---------- | ---------- | ---------- | ------------------------- | ------- | --------- | --------- | ---------- |
| 1970 | 61.152      | 637.220     | 9,6         | 45         | 4          | 41         | 1.358                     |         | 59        | 92        |            |
| 1980 | 78.000      | 817.000     | 9,5         | 31         | 8          | 23         | 2.516                     |         | 25        | 71        | 18         |
| 1990 | 81.000      | 936.000     | 8,7         | 35         | 6          | 29         | 2.314                     |         | 39        | 98        | 19         |
| 1998 | 117.050     | 1.596.500   | 7,3         | 39         | 8          | 31         | 3.001                     | 4       | 43        | 117       | 21         |
| 2001 | 119.500     | 1.675.000   | 7,1         | 49         | 13         | 36         | 2.438                     |         | 63        | 128       | 23         |
| 2002 | 124.058     | 1.985.000   | 6,2         | 54         | 15         | 39         | 2.297                     |         | 65        | 127       | 26         |
| 2003 | 125.382     | 1.899.724   | 6,6         | 56         | 17         | 39         | 2.238                     |         | 45        | 123       | 26         |
| 2004 | 128.120     | 1.925.455   | 6,7         | 51         | 15         | 36         | 2.512                     |         | 41        | 112       | 26         |
| 2007 | 133.000     | 1.954.000   | 6,8         | 44         | 16         | 28         | 3.022                     |         | 33        | 132       | 26         |
| 2013 | 217.000     | 2.180.000   | 10,0        | 58         | 31         | 27         | 3.741                     |         | 48        | 127       | 29         |
| 2016 | 231.500     | 2.321.000   | 10,0        | 59         | 36         | 23         | 3.923                     |         | 41        | 129       | 28         |
| 2019 | 252.000     | 2.523.000   | 10,0        | 65         | 41         | 24         | 3.876                     |         | 45        | 118       | 30         |
| 2021 | 262.700     | 2.630.650   | 10,0        | 74         | 46         | 28         | 3.550                     |         | 40        | 121       | 30         |
| 2023 | 275.000     | 2.749.000   | 10,0        | 83         | 55         | 28         | 3.313                     |         | 36        | 119       | 31         |